# Генні Портен
Генні Фріда Ульріка Портен (нім. Henny Frieda Ulricke Porten; 7 січня 1890, Магдебург — 15 жовтня 1960, Берлін) — німецька акторка німого кіно, кінопродюсерка. З 1906 до 1955 знялася у понад 170 кінострічках.

## Біографія
Народилася в сім'ї оперного співака. Після її народження сім'я переїхала з Магдебурга в Рурську область, де її батько Франц Портен очолив міський театр Дортмунда. У 1895 році сім'я переїхала до Берлін, де Генні пішла до школи.
Батько мав дружні стосунки з кінопродюсером Оскаром Местером, і з 1906 року Генні знімалася у фільмах, поставлених її батьком. Дебютувала у фільмі «Мейсенська порцеляна». У 1911 році за сценарієм сестри Генні Рози було знято перший фільм із закінченим сюжетом «Любовне щастя сліпого». В 1910-ті Генні Портен багато знімалася в кіно і разом з Астою Нільсен стала першою німецькомовною кінозіркою. 
10 жовтня 1912 року Генні Портен одружилася з актором і режисером Куртом А. Штарком, що зрежисував багато фільми за її участю в головній ролі. У 1916 році чоловік загинув у Перші світовій війні. У 1919 році Портен знялася у фільмі соціальної спрямованості «Помилки». В тому ж році вона зіграла в екранізації драми Герхарта Гауптмана «Роза Бернд». Великим успіхом користувалася стрічка «Ганна Болейн» (1920) режисера Ернста Любіча, в якому партнером Портен виступив Еміль Яннінгс. У 1921 році Генні Портен знялася у Евальда Андре Дюпона у стрічці «Гайєрваллі» і у Леопольда Йєснера у фільмі «Чорний хід», в 1923 році — у Роберта Віне в монументальній стрічці «Ісус Назаретянин, Цар Юдейський».
У 1919 році Портен заснувала власну кінопродюсерську компанію, яка у 1924 році злилася з компанією Карла Фреліха. Вона скептично віднеслася до появи звукового кіно, але у 1930 році знялася у фільмі «Скандал навколо Єви».
24 червня 1921 року Генні Портен одружилася з лікарем єврейського походження Вільгельмом фон Кауфман-Ассером, який у той час очолював санаторій Віггерса в Гарміш-Партенкірхені. З того часу він став продюсером Портен. У 1933 році Портен відмовилася кинути чоловіка-єврея і піддалася бойкоту з боку влади. Проте завдяки заступництву Альберта Герінга Генні Портен знялася при націонал-соціалістах у дев'яти фільмах. Після війни Портен працювала з кіностудією DEFA.
Похована на Меморіальному кладовищі кайзера Вільгельма у берлінському районі Вестенд.

## Обрана фільмографія
- 1907: Мейсенська порцеляна / Meissner-Porzellan
- 1909: Отелло / Othello
- 1909: Андреас Хофер / Andreas Hofer
- 1911: Дві жінки / Zwei Frauen
- 1912: Кохання під маскою / Maskierte Liebe
- 1913: Єва / Eva
- 1913: Ворог у місті /Der Feind im Land
- 1913: Графиня Урсел / Komtesse Ursel
- 1913: Жертва / Das Opfer
- 1913: Дорога життя / Der Weg des Lebens
- 1914: Долина марень / Das Tal des Traumes
- 1914: Великі грішниці / Die große Sünderin
- 1914: Ніч у горах / Bergnacht
- 1915: Александра / Alexandra
- 1916: Довге мовчання / Das große Schweigen
- 1916: Викрадач наречених / Die Räuberbraut
- 1918: Маскарад життя / Das Maskenfest des Lebens
- 1918: Повернення Одіссея / Die Heimkehr des Odysseus
- 1919: Хибна думка / Irrungen
- 1919: Роза Бернд / Rose Bernd
- 1920: Анна Болейн / Anna Boleyn
- 1920: Доньки Колхізела / Kohlhiesels Töchter
- 1920: Моніка — співоча пташка / Monika Vogelsang
- 1920: Золота корона / Die goldene Krone
- 1920: Анна Болейн / Anna Boleyn
- 1921: Чорний хід / Hintertreppe
- 1923: Кохання королеви / Die Liebe einer Königin
- 1923: Венеційський купець / Der Kaufmann von Venedig
- 1923: Ісус Назаретянин, Царь Юдейський / I.N.R.I.
- 1923: Старий закон / Das alte Gesetz
- 1924: Графиня Донеллі / Gräfin Donelli
- 1925: Золоте теля / Das goldene Kalb
- 1925: Трагедія / Tragödie
- 1926: Південні троянди / Rosen aus dem Süden
- 1926: Велика пауза / Die große Pause
- 1928: Віоланта / Violantha
- 1928: Притулок / Zuflucht
- 1929: Материнська любов / Mutterliebe
- 1929: Пан та його слуга / Die Herrin und ihr Knecht
- 1930: Скандал навколо Єви / Skandal um Eva
- 1930: Доньки Колхізела / Kohlhiesels Töchter
- 1938: Оптиміст / Der Optimist
- 1941: Комедіанти / Komödianten
- 1944: Сімейство Бухгольц / Familie Buchholz
- 1950: відправник невідомий / Absender unbekannt
- 1954: Карола Ламберті / Carola Lamberti — Eine vom Zirkus
- 1955: Фройляйн фон Скудері / Das Fräulein von Scuderi